# Барбаши (Новосибирская область)
Барбаши — деревня в Купинском районе Новосибирской области России. Входила в состав Ленинского сельсовета. Упразднена в 2001 году.

## География
Располагалась между озером Горькое и Барбашинской гривой, в 4 км к северо-востоку от села Зятьковка.

## История
С 1931 года в составе Зятьковского сельсовета. В годы коллективизации в деревне был образован колхоз «Пятилетка Ильича», по нему и деревня иногда называлась Пятилетка. В 1950 году колхоз вошел в состав укрупненного колхоза имени Андреева. В соответствии с Указом Президиума Верховного Совета РСФСР от 16 июня 1954 года № 365 «Об объединении сельских Советов Новосибирской области» Зятьковский и Новониколаевский сельские Советы были объединены в один Ленинский сельский Совет. В 1957 году колхоз имени Андреева переименован в «Культура».